# Стагнация (экология)
Стагнация — наличие застойных явлений, отсутствие вертикальной циркуляции водных масс, вследствие чего возникает дефицит кислорода, увеличивается концентрация сероводорода, углекислого газа, аммиака в придонных слоях. Характерна для стоячих водоёмов умеренных широт. Возникает, как правило, два раза в год — зимой и летом, когда вся толща водоёма разделена термоклином на два слоя: верхний (эпилимнион) — с удовлетворительным газовым режимом, и нижний (гиполимнион) — с дефицитом кислорода. Стагнация может провоцировать замор рыб и других гидробионтов.